# Gaber Glavič
Gaber Glavič (né le 11 mars 1978 à Jesenice en Yougoslavie) est un joueur de hockey sur glace slovène. 

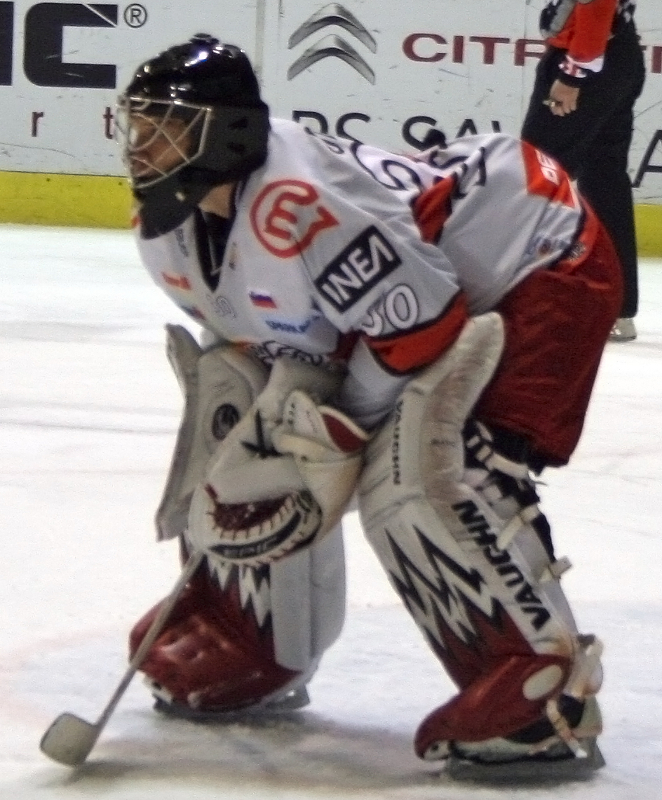
Glavič avec le HK Jesenice

## Carrière de joueur
En 1997, il attaque sa carrière à l'Acroni Jesenice dans le championnat slovène. Il n'a quitté ce club qu'en 1999-2000, pour jouer en Allsvenskan avec Skellefteå AIK et en 2. Bundesliga avec le ES Weißwasser.

## Carrière internationale

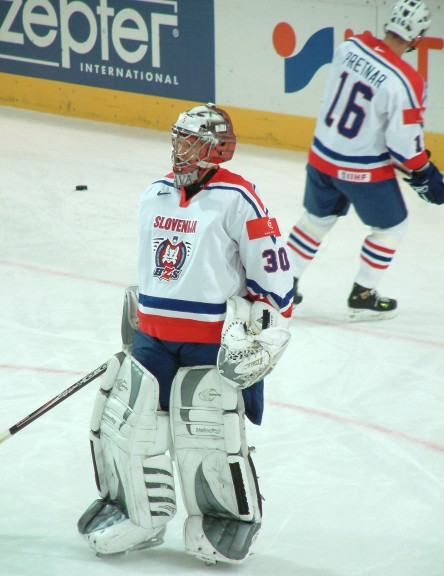
Glavič en sélection slovène

Il représente l'Équipe de Slovénie de hockey sur glace aux différentes compétitions internationales senior depuis 1997. En sélection jeune, il s'illustre lors des mondiaux juniors 1996 du groupe C en étant élu meilleur gardien de la compétition.